# Frank Fischer (Literaturwissenschaftler)

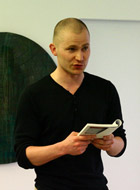
Frank Fischer bei einer Lesung in Berlin im Jahr 2010

Frank Fischer (* 1977 in Weißenfels, DDR) ist ein deutscher Schriftsteller, Literaturwissenschaftler und Informatiker. Seit 2021 ist er Professor für Digital Humanities an der Freien Universität Berlin.

## Leben
Fischer studierte von 1997 bis 2003 Germanistik und Informatik an der Universität Leipzig und der Middlesex University London. 2013 wurde er an der Friedrich-Schiller-Universität Jena mit einer Arbeit zu den Rachedramen Joachim Wilhelm von Brawes promoviert.
Nach der Promotion ging er an die Georg-August-Universität Göttingen. Von 2016 bis 2021 war er Associate Professor für Digital Humanities an der Higher School of Economics in Moskau und parallel dazu (von 2017 bis 2021) Direktor von DARIAH-EU, einem europäischen Konsortium mit Sitz in Paris, das für den Aufbau digitaler Forschungsinfrastrukturen für die Geisteswissenschaften zuständig ist. 2021 folgte er einem Ruf auf die neu geschaffene Professur für Digital Humanities an der Freien Universität Berlin.
Fischer absolvierte Gastaufenthalte an der École normale supérieure in Paris, an der University of Sheffield sowie an der Universität Aarhus.
2005 rief er mit weiteren Autoren das Onlinemagazin Der Umblätterer ins Leben, das 2010 für den Grimme Online Award nominiert war. Seine literarischen Werke erscheinen im Berliner SuKuLTuR-Verlag. Er ist außerdem zusammen mit Peer Trilcke Herausgeber der Forschungsplattform DraCor.

## Veröffentlichungen

### Wissenschaftliche Schriften und Herausgeberschaften (Auswahl)

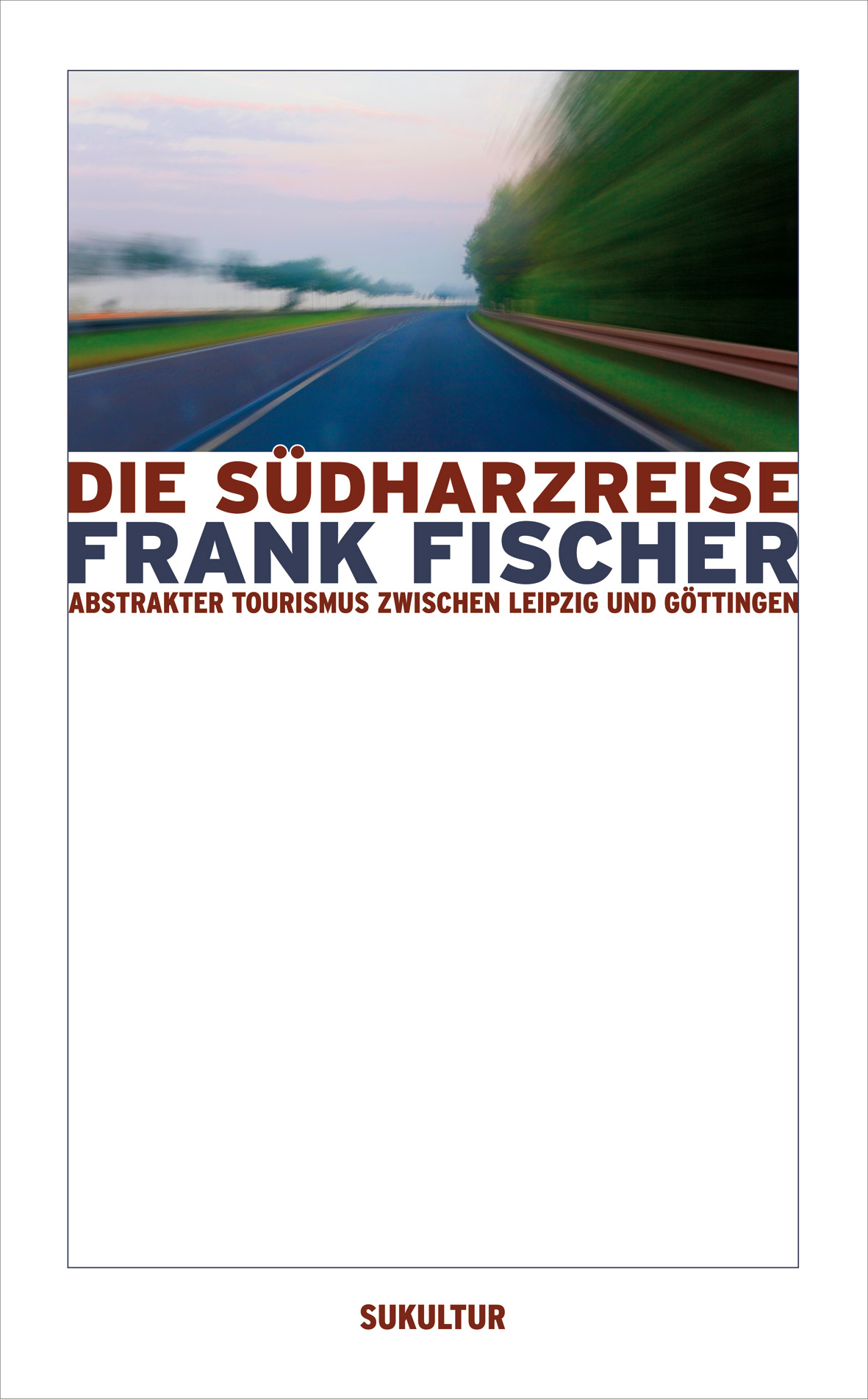
Cover von Die Südharzreise (2010)

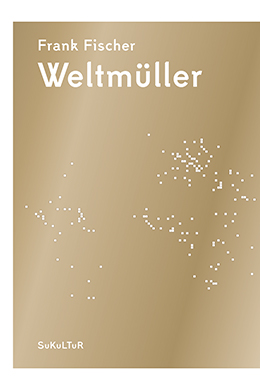
Cover von Weltmüller (2012)

- Frank Fischer: Triumph der Rache. Joachim Wilhelm von Brawe und die Ästhetik der Aufklärung. Heidelberg: Winter 2013. (= Jenaer germanistische Forschungen. Neue Folge. Vol. 34.) (online) (Rez. im Lessing Yearbook XLII, 2015)
- Frank Fischer, Marina Akimova, Boris Orekhov (Hrsg.): Moscow Formalism and Literary History. Sonderausgabe des Journal of Literary Theory. 13. Jahrgang, Heft 1. Berlin und Boston: De Gruyter 2019. (online)
- Jan Horstmann, Frank Fischer (Hrsg.): Digitale Verfahren in der Literaturwissenschaft. Sonderausgabe #6 (1.2022) von Textpraxis. Digitales Journal für Philologie. (online)
- Frank Fischer, Jacob Blakesley, Paula Wojcik, Robert Jäschke (Hrsg.): Wikipedia, Wikidata, and World Literature. Sonderausgabe des Journal of Cultural Analytics. 8. Jahrgang, Heft 2 (Mai 2023). (online)

### Belletristik
- Die Zerstörung der Leipziger Stadtbibliothek im Jahr 2003. (Schöner Lesen Nr. 41.) Berlin: SuKuLTuR 2005. ISBN 978-3-937737-45-4.
- Die Südharzreise. Abstrakter Tourismus zwischen Leipzig und Göttingen. Berlin: SuKuLTuR 2010. ISBN 978-3-941592-12-4.
- Der Louvre in 20 Minuten. (Schöner Lesen Nr. 105.) Berlin: SuKuLTuR 2011. ISBN 978-3-941592-26-1.
- Weltmüller. Berlin: SuKuLTuR 2012. ISBN 978-3-941592-32-2.
  - Ein „Godot“, wie es ihn noch nie gegeben hat (Online-Ausgabe der Titelerzählung Weltmüller)
  - Un Godot comme on n’en a jamais vu (französische Übersetzung von Weltmüller)

### Herausgeberschaften und Anderes
- André Seelmann: Abenteuer im Kaffeehaus. Feuilletons aus dem „Umblätterer“ 2007–2015. Hrsg. von Frank Fischer, Andreas Vogel und Joseph Wälzholz. Leipzig und Weißenfels: Ille & Riemer 2017. ISBN 978-3-95420-018-4.
- Frank Fischer, Anika Schultz: Dramenquartett. Eine didaktische Intervention. Bern: edition taberna kritika 2019. ISBN 978-3-905846-55-3.